# یانیس بویارس
یانیس بویارس (انگلیسی: Jānis Bojārs; ۱۲ مهٔ ۱۹۵۶ – ۵ ژوئن ۲۰۱۸) پرتاب‌گر وزنه اهل اتحاد جماهیر شوروی سوسیالیستی بود.
وی در مسابقات کشوری و بین‌المللی در مجموع برندهٔ ۱ مدال نقره شده‌است.